# Pachira trinitensis
Pachira trinitensis är en malvaväxtart som beskrevs av Ignatz Urban. Pachira trinitensis ingår i släktet Pachira och familjen malvaväxter. Utöver nominatformen finns också underarten P. t. mucronulata.